# Грабівська сільська рада (Ріпкинський район)
Гра́бівська сільська́ ра́да — адміністративно-територіальна одиниця та орган місцевого самоврядування в Ріпкинському районі Чернігівської області. Адміністративний центр — село Грабів.

## Загальні відомості
Грабівська сільська рада утворена у 1931 році.
- Територія ради: 80,03 км²
- Населення ради: 467 осіб (станом на 2001 рік)

## Населені пункти
Сільській раді були підпорядковані населені пункти:
- с. Грабів
- с. Пилипча
- с. Чудівка

## Склад ради
Рада складалася з 12 депутатів та голови.
- Голова ради: Шмаровоз Оксана Дмитрівна

### Керівний склад попередніх скликань
| Прізвище, ім'я, по батькові | Основні відомості | Дата обрання | Дата звільнення |
| --------------------------- | --- | ------------ | --------------- |
| Свистун Олександр Іванович  | Сільський голова, 1960 року народження, освіта середня спеціальна, член Соціал-демократичної партії України (об'єднаної) | 26.03.2006   | 31.10.2010      |
| Свистун Олександр Іванович  | Сільський голова, 1960 року народження, освіта середня спеціальна, член Партії регіонів                                  | 31.10.2010   | 14.04.2014      |
| Шмаровоз Оксана Дмитрівна   | Сільський голова, 1969 року народження, освіта середня загальна, позапартійна                                            | 26.10.2014   |                 |

Примітка: таблиця складена за даними сайту Верховної Ради України

### Депутати
За результатами місцевих виборів 2010 року депутатами ради стали:

#### За суб'єктами висування
| Суб'єкт висування                 | Кількість обраних депутатів | %    |
| --------------------------------- | --------------------------- | ---- |
| Партія регіонів                   | 6                           | 50   |
| Народна партія                    | 3                           | 25   |
| Політична партія «Сильна Україна» | 2                           | 16,7 |
| Комуністична партія України       | 1                           | 8,3  |

#### За округами
| № округу                          | Прізвище, ім'я, по батькові    | Дата визнання обраним | Освіта  | Партійна приналежність                  | Відомості про обраного депутата                    |
| --------------------------------- | ------------------------------ | --------------------- | ------- | --------------------------------------- | -------------------------------------------------- |
| Комуністична партія України       |                                |                       |         |                                         |                                                    |
| 5                                 | Шмаровоз Оксана Дмитрівна      | 01.11.2010            | середня | член Комуністичної партії України       | Грабівська сільська рада, секретар                 |
| Народна Партія                    |                                |                       |         |                                         |                                                    |
| 6                                 | Кузьменко Віталій Анатолійович | 01.11.2010            | вища    | член Народної партії                    | Чудівське лісництво, майстер лісу                  |
| 10                                | Герасименко Микола Іванович    | 01.11.2010            | середня | член Народної партії                    | пенсіонер                                          |
| 11                                | Хоменко Микола Данилович       | 01.11.2010            | середня | член Народної партії                    | пенсіонер                                          |
| Партія регіонів                   |                                |                       |         |                                         |                                                    |
| 1                                 | Шевченко Катерина Віталіївна   | 01.11.2010            | середня | член Партії регіонів                    | тимчасово не працює                                |
| 2                                 | Кузьменко Сергій Володимирович | 01.11.2010            | середня | член Партії регіонів                    | тимчасово не працює                                |
| 4                                 | Шевченко Наталія Миколаївна    | 01.11.2010            | середня | член Партії регіонів                    | пенсіонер                                          |
| 8                                 | Комат Надія Миколаївна         | 01.11.2010            | середня | член Партії регіонів                    | тимчасово не працює                                |
| 9                                 | Ревенок Петро Михайлович       | 01.11.2010            | середня | член Партії регіонів                    | тимчасово не працює                                |
| 12                                | Свистун Вадим Олександрович    | 01.11.2010            | вища    | член Партії регіонів                    | приватний підприємець                              |
| Політична партія «Сильна Україна» |                                |                       |         |                                         |                                                    |
| 3                                 | Свистун Світлана Григорівна    | 01.11.2010            | вища    | член Політичної партії «Сильна Україна» | приватний підприємець                              |
| 7                                 | Верхоланцева Надія Віталіївна  | 01.11.2010            | вища    | член Політичної партії «Сильна Україна» | Грабівське поштове відділення зв'язку, завідувачка |